# رومان فيليبوتو
رومان فيليبوتو (بالفرنسية: Romain Philippoteaux)‏ (2 مارس 1988 في فرنسا - ) هو لاعب كرة قدم فرنسي في مركز الوسط. لعب مع نادي ديجون ونادي لوريان وبونتيت جراند أفينيون 84 ‏.

## وصلات خارجية
- رومان فيليبوتو على موقع رابطة كرة القدم الفرنسية للمحترفين (الإنجليزية)
- رومان فيليبوتو على موقع قاعدة بيانات كرة القدم.إي يو (الإنجليزية)
- رومان فيليبوتو على موقع ليكيب (الفرنسية)
- رومان فيليبوتو على موقع Soccerway.com (الإنجليزية)
- رومان فيليبوتو على موقع عالم كرة القدم.نت (الإنجليزية)
- رومان فيليبوتو على موقع AS.com (الإسبانية)